# یخسار لارنتی
یَخسار لارنتی یک پهنهٔ یخی عظیم بوده که میان ۱۸ هزار تا ۹۰ هزار سال پیش صدها هزار کیلومتر مربع از زمین‌های شمال قارهٔ آمریکا را پوشانده بوده‌است.
در آن زمان بیشتر سطح کانادا و بخش شمالی ایالات متحده توسط این یخسار پوشانده شده‌بود.